# Ilya Sutskever
Ilya Sutskever FRS (nascido em 1985/86) é um cientista da computação israelense-canadense nascido na Rússia que trabalha com aprendizado de máquina, conhecido por co-fundar e atuar como cientista-chefe na OpenAI.
Ele fez várias contribuições importantes para o campo de deep learning. Ele é o co-inventor, com Alex Krizhevsky e Geoffrey Hinton, da AlexNet, uma rede neural convolucional. Sutskever também é um dos muitos autores do artigo da AlphaGo.

## Início de vida e carreira
Ilya Sutskever nasceu em Nijni Novgorod, Rússia, na época parte da União Soviética, e imigrou com sua família para Israel. Ele passou seus anos de formação em Jerusalém.
Sutskever frequentou a Universidade Aberta de Israel entre 2000 e 2002 antes de se mudar com sua família para o Canadá e se transferir para a Universidade de Toronto, onde obteve seu bacharelado (2005) em matemática e seu mestrado (2007) e PhD (2012) em ciência da computação sob a supervisão de Geoffrey Hinton.
Após a formatura em 2012, Sutskever passou dois meses como pós-doutorando com Andrew Ng na Universidade de Stanford. Ele então voltou para a Universidade de Toronto e ingressou na nova empresa de pesquisa de Hinton, a DNNResearch, uma ramificação do grupo de pesquisa de Hinton. Quatro meses depois, em março de 2013, a Google adquiriu a DNNResearch e contratou Sutskever como cientista pesquisador no Google Brain.
Em 2015, Sutskever foi nomeado no MIT Technology Review's 35 Innovators Under 35.
No final de 2015, ele deixou a Google para se tornar o diretor da recém-fundada OpenAI.
Sutskever foi eleito membro da Royal Society em 2022.

### De tradução
- Este artigo foi inicialmente traduzido, total ou parcialmente, do artigo da Wikipédia em inglês cujo título é «Ilya Sutskever».